# An Qixuan
An Qixuan (chinesisch 安琦轩, Pinyin Ān Qíxuān; * 3. Dezember 2000 in Changji) ist eine chinesische Bogenschützin.

## Karriere
An Qixuan begann 2013 mit dem Bogenschießen. Ihr internationales Debüt bei den Erwachsenen gab sie beim Weltcup 2018 in Shanghai, bei dem sie sogleich die Silbermedaille im Einzel und die Bronzemedaille mit der Mannschaft gewann. Erst 2023 folgten weitere Podestplatzierungen auf internationaler Ebene. Im Weltcup wurde sie in Antalya im Einzel Dritte und mit der Mannschaft Zweite, in Shanghai erreichte sie mit der Mannschaft Rang drei. Die Asienmeisterschaften in Bangkok schloss sie in der Mannschaftskonkurrenz ebenso auf dem zweiten Platz wie die 2023 ausgetragenen Asienspiele 2022 in Hangzhou. 2024 gewann sie mit der Mannschaft die Weltcups in Shanghai und Yecheon.
Bei den Olympischen Spielen 2024 in Paris nahm An an zwei Disziplinen teil. Zunächst startete sie im Mannschaftswettbewerb an der Seite von Yang Xiaolei und Li Jiaman. Nach Rang zwei in der Platzierungsrunde besiegte die chinesische Mannschaft nacheinander die Mannschaften Indonesiens und Mexikos und zog ins Finale gegen Südkorea ein. Mit 27:29 unterlagen die Chinesinnen im entscheidenden fünften Durchgang ihren Kontrahentinnen, sodass An, Yang und Li als Zweitplatzierte die Silbermedaille gewannen. Im abschließenden Einzel schloss An die Platzierungsrunde auf dem 26. Rang ab und traf in der ersten Runde auf Yaylagül Ramazanova aus Aserbaidschan. Erst im shoot-off fiel die Entscheidung zugunsten Ramazanovas, die eine Zehn schoss, während An nur eine Neun traf.